# Roman Alexandrowitsch Sarubin
Roman Alexandrowitsch Sarubin (russisch Роман Александрович Зарубин; * 4. Dezember 1976 in Belaja Kalitwa, Oblast Rostow, Sowjetunion) ist ein russischer Kanute.

## Sportliche Karriere
Sarubin nahm an den Olympischen Spielen 2000 teil und belegte im Vierer-Kajak über 1000 Meter den 7. Platz. Im Zweier-Kajak schied Sarubin zusammen mit Alexander Iwanik im Halbfinale aus.
Bei den Weltmeisterschaften 2001 in Posen und gewann Sarubin die Goldmedaille im Vierer-Kajak über 500 Meter.